# Остін Макача
Остін Макача (англ. Austin Makacha, нар. 25 травня 1984, Найробі) — кенійський футболіст, що грав на позиції півзахисника, зокрема, за клуби «АФК Леопардс» та «Матаре Юнайтед», а також національну збірну Кенії.

## Клубна кар'єра
У дорослому футболі дебютував 2000 року виступами за команду клубу «АФК Леопардс», в якій провів два сезони. 
Своєю грою за цю команду привернув увагу представників тренерського штабу клубу «Ередіано», до складу якого приєднався 2002 року. Відіграв за костариканську команду наступний сезон своєї ігрової кар'єри.
У 2003 році уклав контракт з клубом «Кангемі Юнайтед», у складі якого провів наступні два роки своєї кар'єри гравця. 
З 2005 року чотири сезони захищав кольори команди клубу «Матаре Юнайтед». 
Протягом 2009 року захищав кольори команди клубу «Сіріус» (Уппсала).
У 2010 році повернувся до клубу «Матаре Юнайтед», за який відіграв 1 сезон. Завершив професійну кар'єру футболіста виступами за команду «Матаре Юнайтед» у 2011 році.

## Виступи за збірну
У 2007 році дебютував в офіційних матчах у складі національної збірної Кенії. Протягом кар'єри у національній команді провів 16 матчів, забивши 1 гол.